# Urelytrum annuum
Urelytrum annuum är en gräsart som beskrevs av Otto Stapf. Urelytrum annuum ingår i släktet Urelytrum och familjen gräs. Inga underarter finns listade i Catalogue of Life.